# Kukurydze (wieżowce)
Kukurydze – wieżowce mieszkaniowe położone w Katowicach na Osiedlu Tysiąclecia, naprzeciwko Parku Śląskiego, przy ulicy Zawiszy Czarnego.
Kukurydze są najwyższymi budynkami mieszkalnymi w Katowicach. Budynki mają charakterystyczny kształt kolby kukurydzy, ponieważ balkony mieszkań mają kolisty kształt. Inspiracją dla architektów Kukurydz, Henryka Buszko i Aleksandra Franty, były bliźniacze wieżowce Marina City wybudowane w Chicago. W podziemiach budynków mieszczą się garaże. Kukurydze to łącznie pięć wysokościowców, z czego trzy budynki mają wysokość 82 m (87 m razem z antenami), dwa sięgają 56 m . Są one zarządzane przez Spółdzielnię Mieszkaniową Piast.
Budowę Kukurydz, pierwotnie przeznaczonych na 4 tysiące mieszkańców, rozpoczęto w połowie lat osiemdziesiątych XX w. w centralnej części Osiedla Tysiąclecia. W 2014 Kukurydze liczyły ok. 2 100 mieszkańców.

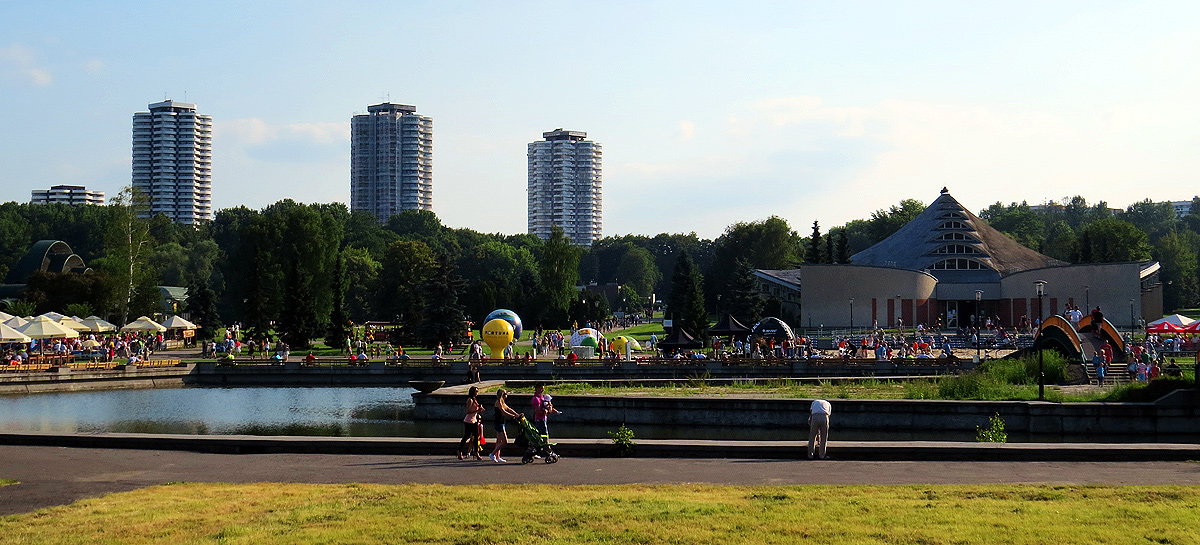
Kukurydze widok od strony Parku Śląskiego, po prawej widoczna hala wystawowa Kapelusz
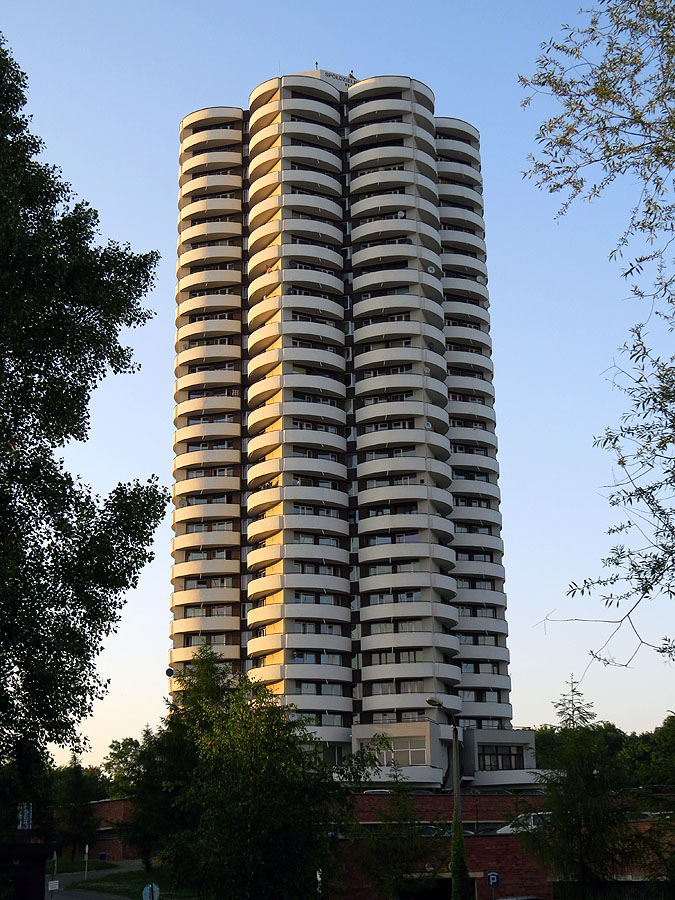
Jedna z trzech wyższych Kukurydz